# Паритет на покупателната способност
Паритет на покупателната способност, ППС (от английски: purchasing power parity (PPP), паритет – „равенство“; от латински: par – „равен“) е понятие от макроикономическия анализ. Такъв паритет между две обособени географски области (например държави) съществува тогава, когато стоките и услугите от дадена потребителска кошница могат да бъдат закупени в двете области срещу една и съща парична сума. Суми, измерени в различни валути, могат да се сравняват след привеждане към единна валута чрез използването на съответни валутни курсове.
Паритетът на покупателната способност намира практическо приложение като коефициент на корекция при сравняване на макроикономически величини като брутния вътрешен продукт (БВП), брутния национален продукт (БНП) или икономическа граница на бедността.
Чрез ППС се отстранява влиянието на различните ценови равнища в националните икономики и се приравнява покупателната сила на националните валути към дадена единна валута. Най-популярната концепция за единна валута е международният долар (International dollar или PPP dollar), който се изчислява от Световната банка.